# دحرجة (جمبازيات)
الدَّحرجة أو التدحرج هي مهارة أساسية وهامة في الجمباز. لها العديد من التنوعات. الدحرجة تشبه القلبة البهلوانية في أنها دوران كامل للجسم، ولكن دوران الدحرجة يجري على الأرض بينما القلبة في الهواء مع مرور الوركين فوق الرأس ودون أن تلمس أي أيد الأرض.

## الدحرجة الأمامية

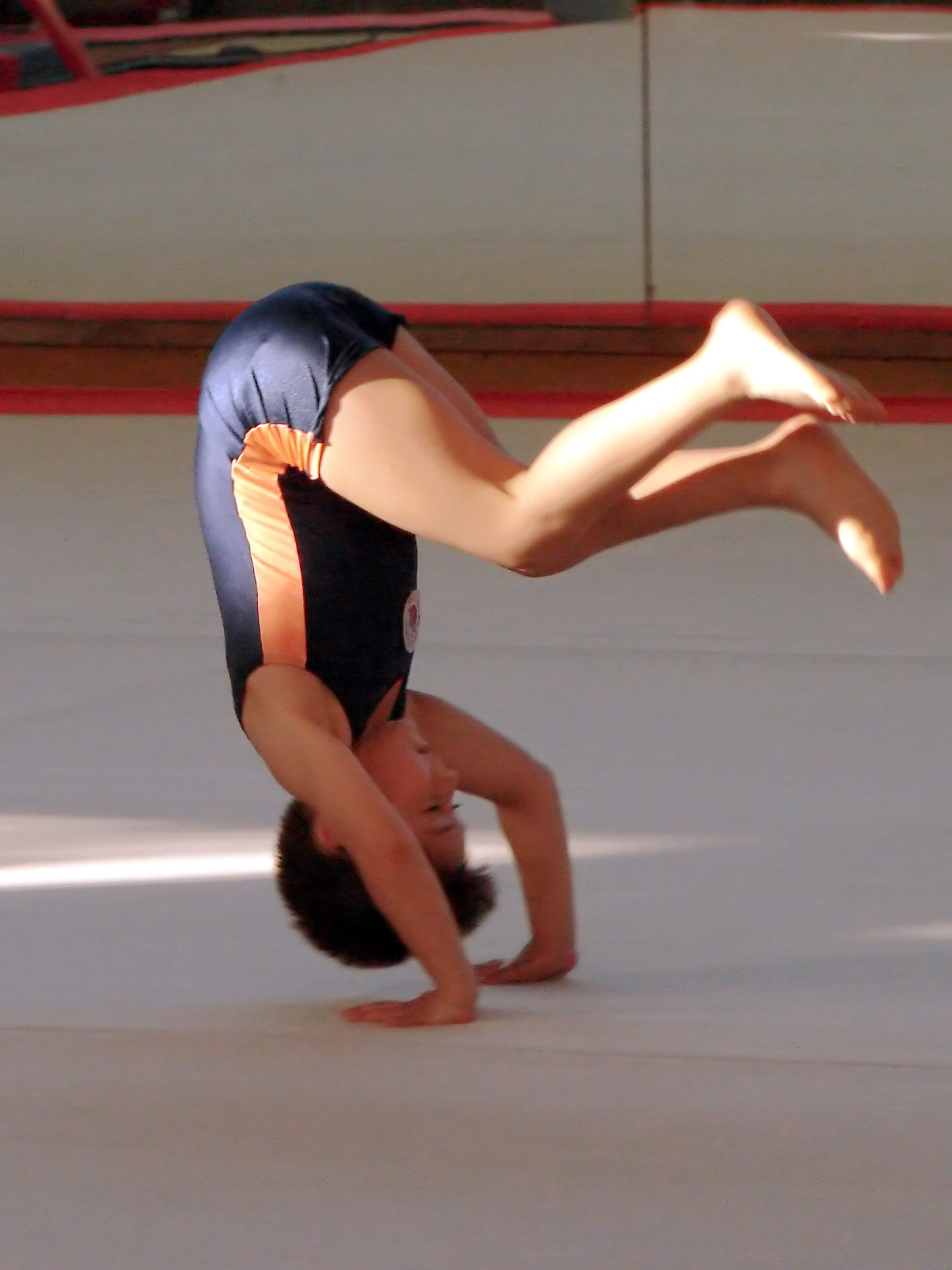
طفل يؤدي حركة الدحرجة الأمامية

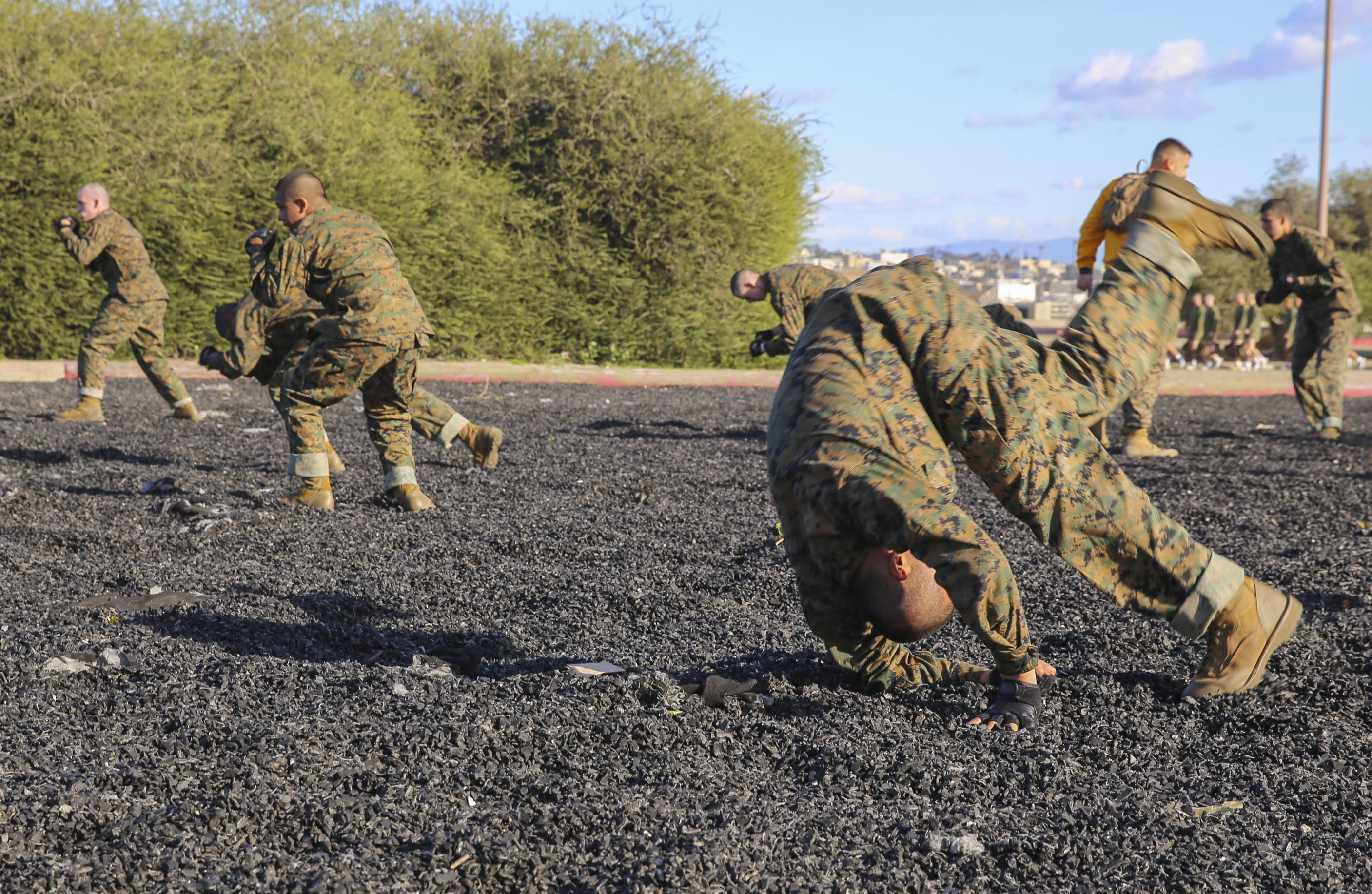
جنود يتدربون على الدحرجة الأمامية

## دحرجة الغطس

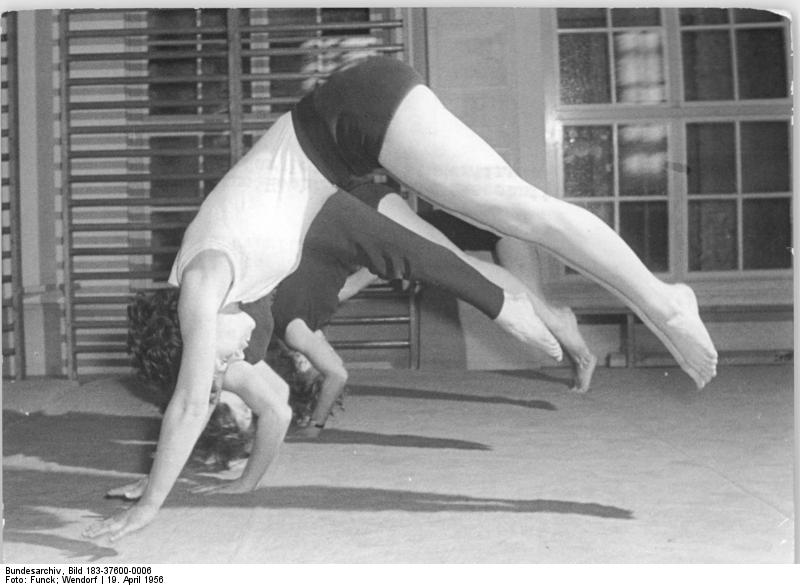
دحرجة الغطس